# De Kopermolen

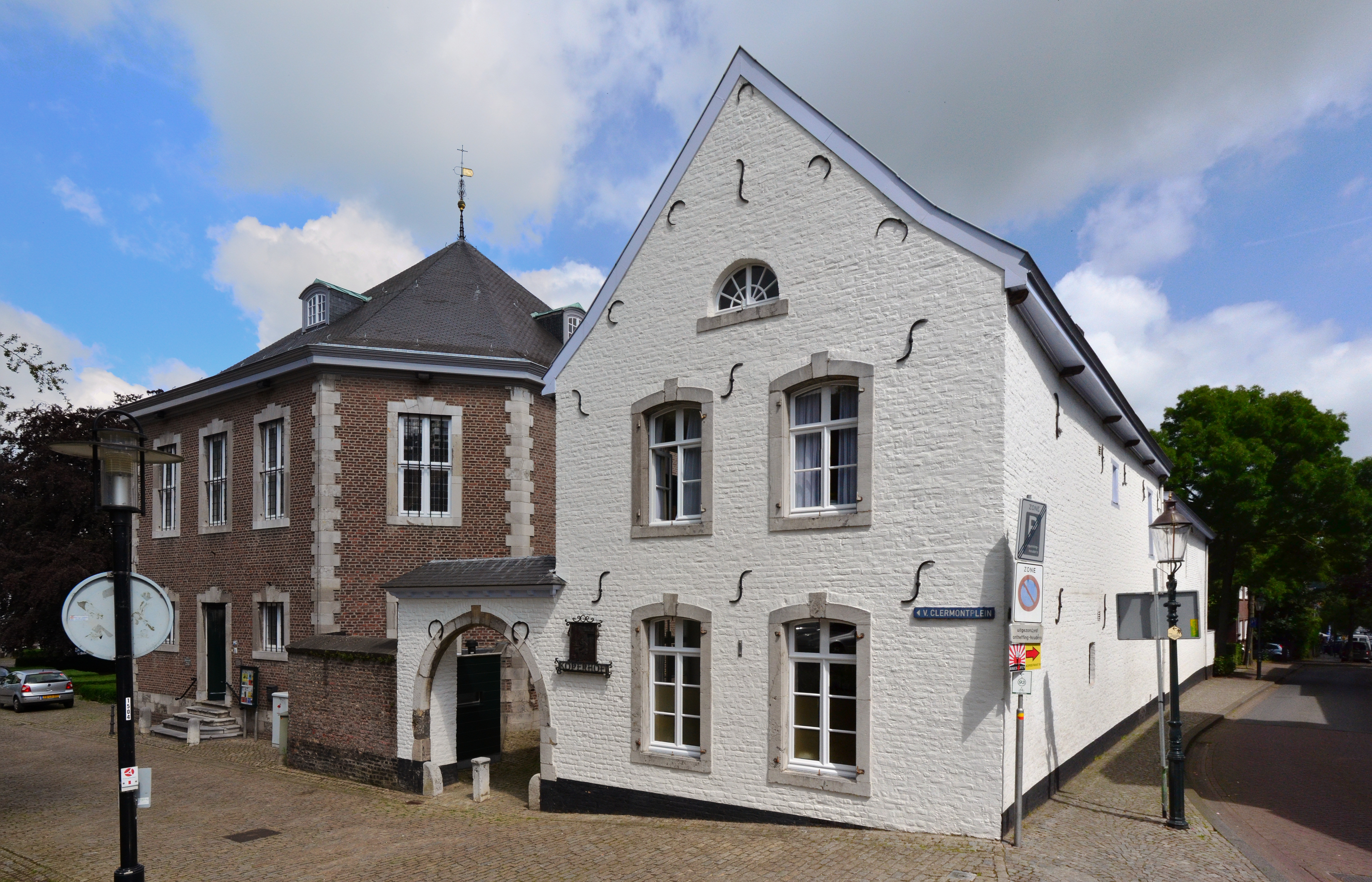
De Kopermolen, Außenansicht Haupteingang Kirche und Tordurchfahrt zum Innenhof der Kupfermühle

De Kopermolen (deutsch Die Kupfermühle) ist ein ehemaliger Kupferhof aus dem 16. Jahrhundert auf dem heutigen von Clermontplein 11 in Vaals in der niederländischen Region Zuid-Limburg. Er diente ab 1695 als Treffpunkt für die evangelische Gemeinde, besonders aus dem benachbarten Aachen und Burtscheid. Auf einem Teil des Grundstücks wurde 1737 im Auftrag von Esaias Clermont (1698–1751) die evangelisch-lutherische Kirche von Vaals im Stil von Laurenz Mefferdatis erbaut. Diese wurde bis 1955 als Gotteshaus genutzt. Anschließend wurde das barocke Kirchengebäude entwidmet und zu einem Kulturzentrum umgebaut. Es ist derzeit Sitz des Centrums voor Kunst en Cultuur Vaals. Im Jahr 1967 wurden der Kupferhof und die ehemalige lutherische Kirche einschließlich ihres barocken Inventars mit der Rijksmonumentennummer 36608 unter Denkmalschutz gestellt. Beide sind seit 1979 Eigentum der Gemeinde Vaals.

## Geschichte

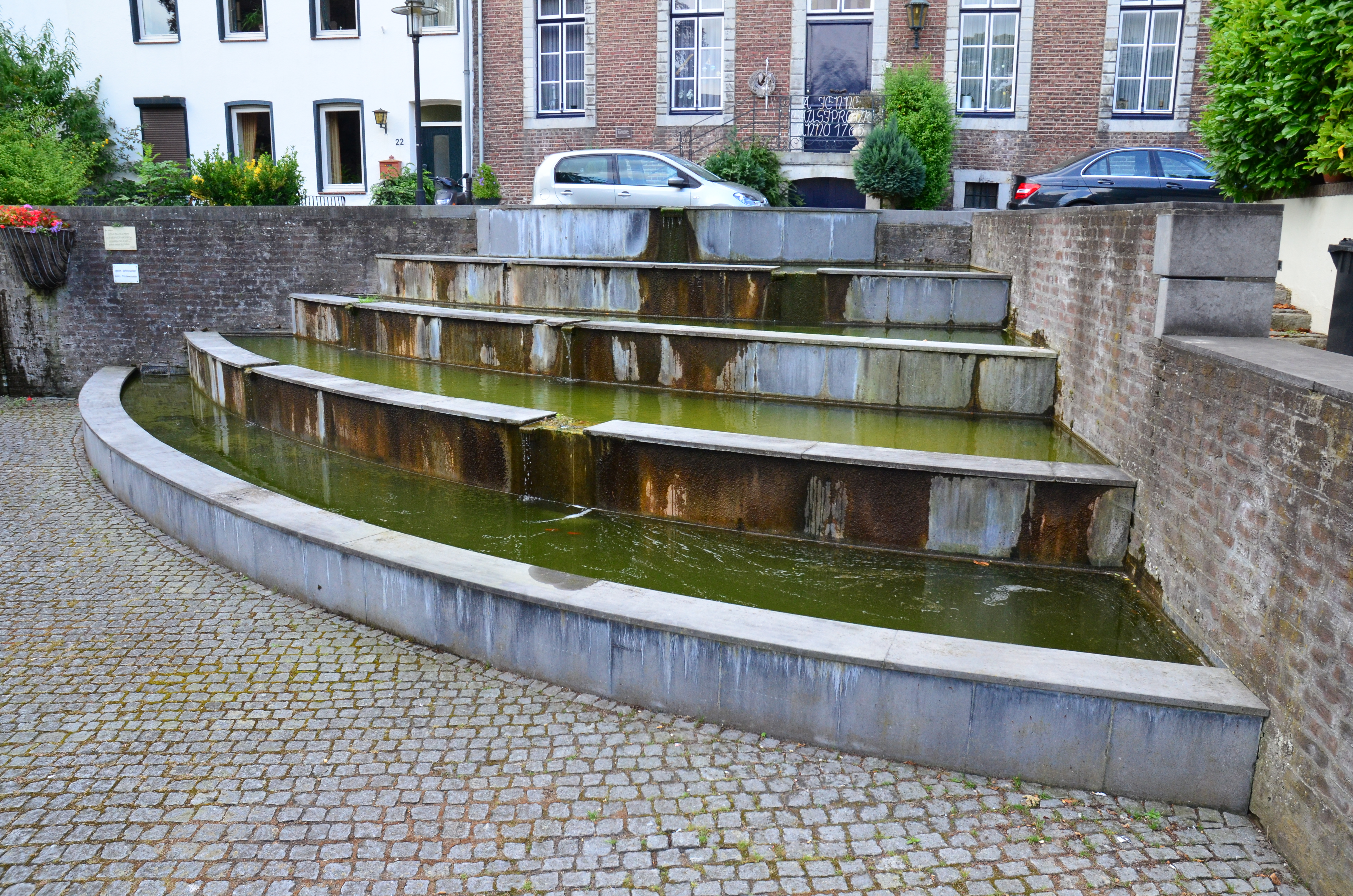
Gauquelle am von Clermontplein; Energiequelle für die Nadel- und Tuchindustrie von Vaals, später zentraler Waschplatz für das Volk

Bereits im 16. Jahrhundert existierte die Kupfermühle Vaals, als deren Besitzer Jordan Peltzer aus der Aachener Familie Peltzer im Jahr 1595 erwähnt wird und die von der benachbarten Gauquelle angetrieben wurde. Das rigide Zunftrecht in der Freien Reichsstadt Aachen mit seinen Einschränkungen bei der Niederlassungsfreiheit, der Technik, der Preisgestaltung und dem Personal hatte dazu geführt, dass vor allem Kupferschläger und Tuchfabrikanten zu jenen Orten wechselten, wo sie ihr Gewerbe ohne diese Zunftauflagen betreiben konnten. Zudem war es die Zeit der ersten großen Aachener Religionsunruhen, die eine massive Auswanderung und Vertreibung von Aachener Bürgern mit evangelischem Glauben zur Folge hatte, vor allem nachdem Kaiser Ferdinand I. im Jahre 1560 per Erlass die freie Religionsausübung für seine Freien Reichsstädte verboten hatte.
Nachdem auf Initiative von Johannes Clermont (1612–1682) ab 1669 die ersten ungestörten Gottesdienste in einem Zimmer der Gaststätte Römer in Vaals gehalten wurden, erwarb sein Sohn Esaias Clermont (1647–1706) im Jahr 1695 den Kupferhof Vaals und richtete in seinem Gebäude einen Raum für Gottesdienste und Andachten der lutherischen Gemeinde von Aachen und Burtscheid ein. Dessen gleichnamiger Enkel Esaias, Erb- und Gerichtsherr zu Schloss Neuburg sowie Vater des späteren Tuchbarons von Vaals, Johann Arnold von Clermont, ließ für die lutherische Gemeinde neben seiner Kupfermühle schließlich ein Gotteshaus nach Plänen des Ingenieur-Majors von Littig bauen. Für diesen Kirchenbau musste der westlich des Innenhofes liegende Trakt des zuvor dreiflügeligen Mühlenkomplexes abgerissen werden. Es war somit der dritte Kirchenbau in Vaals für die Reformierten, nachdem bereits im Jahr 1649 die Hervormde Kerk mit deutscher Liturgiesprache und 1667 die Waalse Kerk für die aus der Wallonie zugezogenen und Französisch sprechenden Gläubigen errichtet worden war.
Am 12. April 1736 fand die Grundsteinlegung für die neue Lutheraner-Kirche durch den Reichsgrafen Friedrich Heinrich von Seckendorff, General der kaiserlichen Armee in Aachen, statt. In dem Grundstein waren neben Gold- und Silbermünzen auch ein Dokument mit den Namen der „kerkmeesters Conrad en Esaias Klermondt“ eingearbeitet worden. Der Stein trägt als Inschrift – nur noch schwer lesbar – ein Chronogramm in lateinischer und deutscher Sprache. Die Großbuchstaben ergeben – als römische Ziffern addiert – das Jahr der Grundsteinlegung 1736. Bereits ein Jahr später, am 1. Dezember 1737, konnte die Kirche eingeweiht und fortan die Gottesdienste für die „deutsche evangelisch-lutherische Gemeinde“ gehalten werden. Bei Predigten, Christenlehre, Gebeten und Liedern bediente man sich der deutschen Sprache.
Erst in den Jahren 1937/1938 wurde die Kirche unter Leitung des Maastrichter Architekten Willem L. F. Sprenger (1875–1944) grundlegend restauriert und bis 1955 noch als Kirchengebäude genutzt. Nach der anschließenden Entwidmung folgte der Umbau zum heutigen Kulturzentrum. Der Kupferhof selbst, der im Verlauf der letzten Jahrzehnte als Wohnung für das Pfarrpersonal gedient hatte, wurde in den Jahren 1966 bis 1971 von dem Aachener Architekten Egon Münzenberg ebenfalls maßgeblich runderneuert, wobei unter anderem der bis dahin noch vorhandene rückseitige nördliche Flügel mit Ausnahme des Fundamentes und des untersten Mauerwerkes entfernt wurde. Anschließend wurden beide Gebäudekomplexe unter Denkmalschutz gestellt und kamen 1979 in den Besitz der Gemeinde Vaals.
Auf dem Gelände des ehemaligen Innenhofes der Kupfermühle wurde im Rahmen der letzten Umbaumaßnahmen auch ein Denkmal für die Gefallenen des Zweiten Weltkrieges aufgestellt.

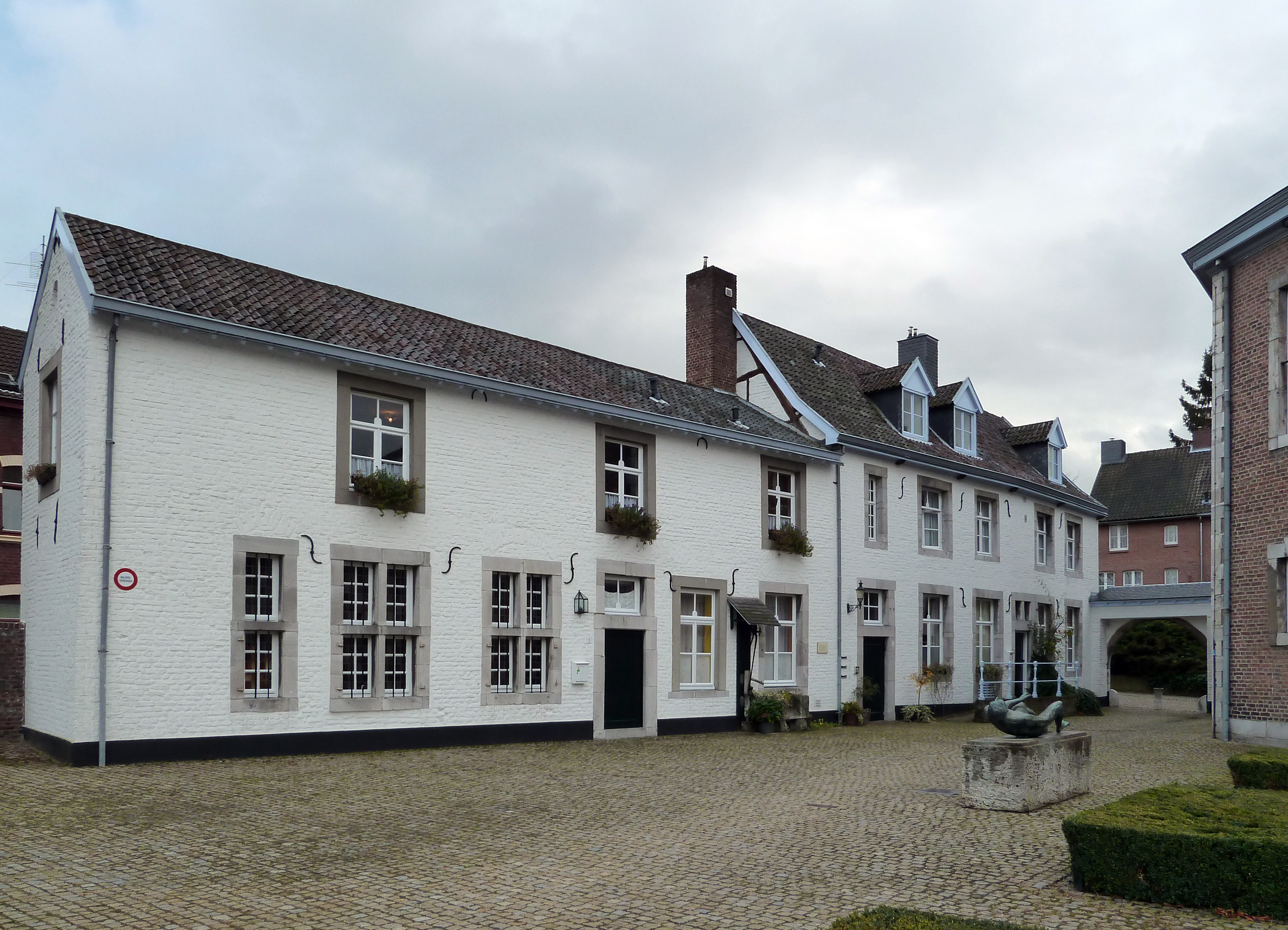
Kupfermühle vom Innenhof aus
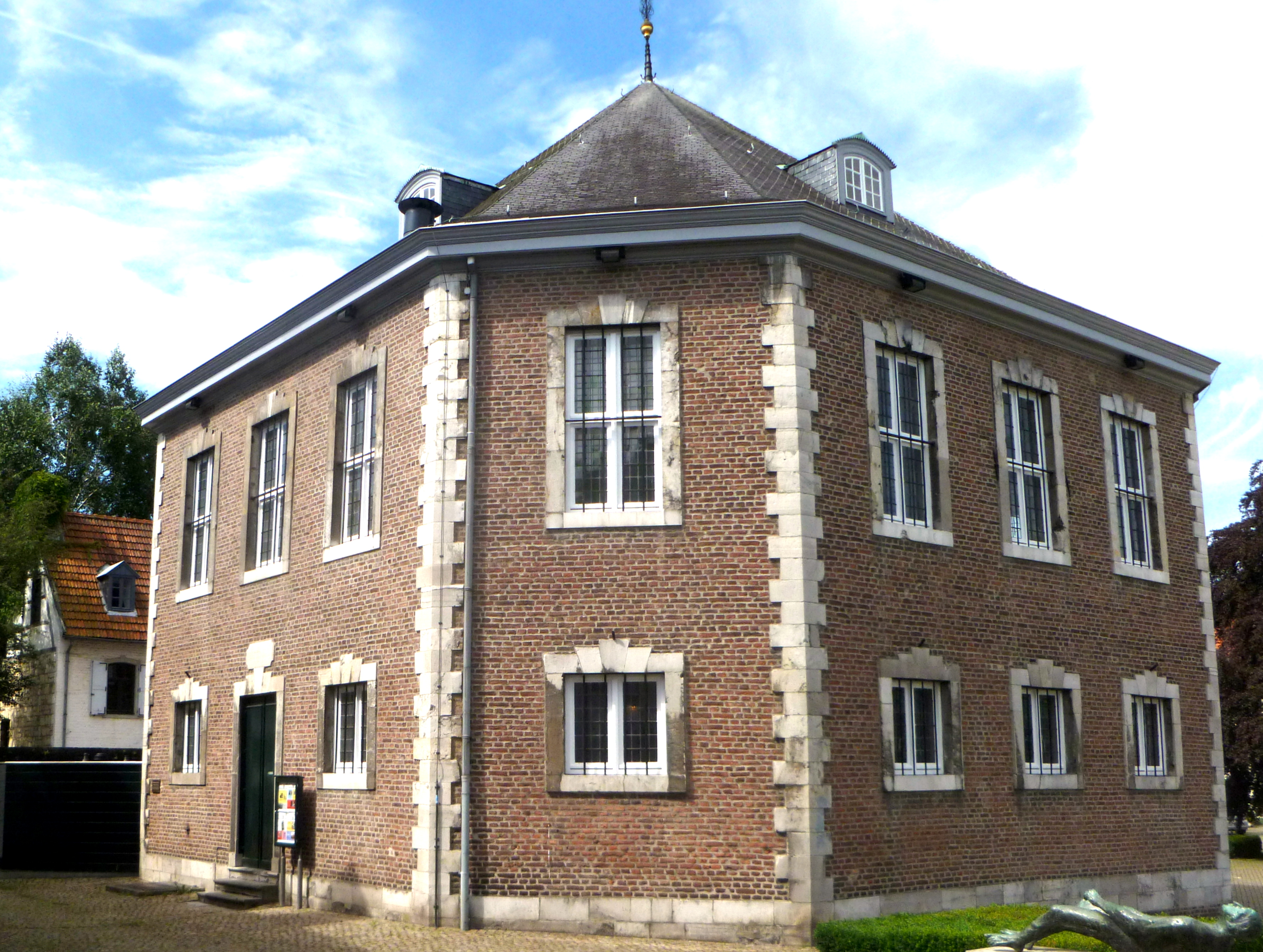
Lutherische Kirche vom Innenhof aus mit dem seitlichen Eingang
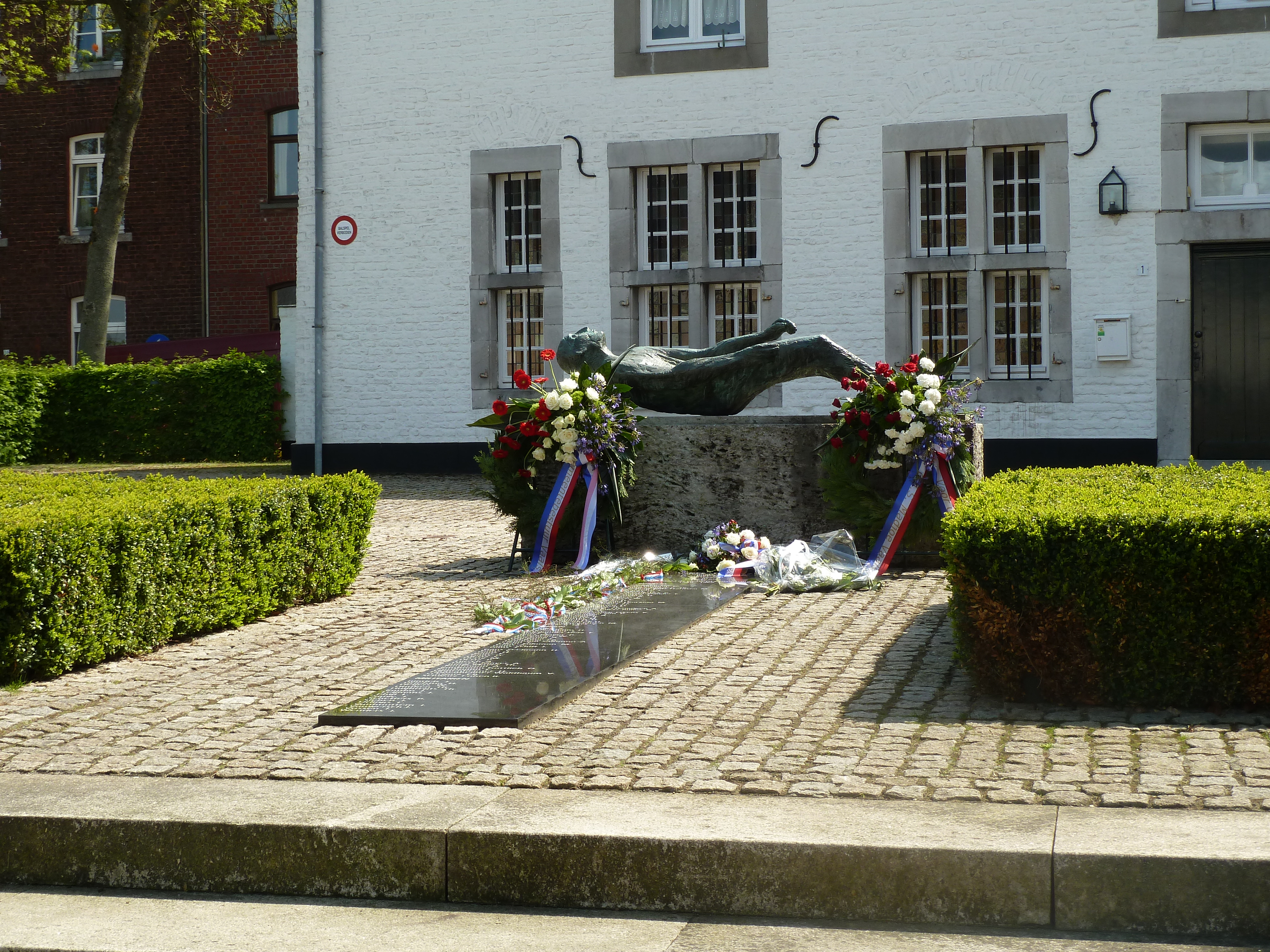
Denkmal für die Gefallenen des Zweiten Weltkrieges

## Baubeschreibung Kirche
Der barocke Ziegelsteinbau besitzt einen achteckigen Grundriss und hat die Form eines quadratischen Blocks mit abgeschrägten Ecken. Er ist nach oben geschlossen durch ein Zeltdach aus Schiefer mit vier bogenförmigen Dachgauben und bekrönt mit einer Windfahne. Für die Sockel, die Eckblöcke, die Umrahmungen der Eingänge sowie der in zwei Reihen angeordneten und in Bleiglas gefassten Kreuzstockfenster mit hölzernem Rahmen wurde Blaustein aus Namur verwendet. Die Umleistungen mit behauenen Schlusssteinen sind im Stil des Aachener Architekten Laurenz Mefferdatis gestaltet. Die Kirche gleicht mit ihren vielen Fenstern einer riesigen Laterne, weshalb die Vaalser sie auch „Lantaer“ oder „Luuet“ nennen.
Ursprünglich hatte die Kirche drei Eingänge, wobei sich der Haupteingang an der Südseite befindet, der über vier Stufen aus Namurer Blaustein betreten werden kann. An der Ostseite zum Innenhof hin liegt der Seiteneingang, über dessen Sturz ein Stein mit der deutsch-lateinischen Inschrift: „LapIs fVnDaDentaLIs. ChrIsto VIVante. sVpposItVs fVit d. XII. apr. Mit hVLffe Vnsers herrn IseV ChrIst eIn neVer grVnDsteIn VnterLeget Ist“ in das Mauerwerk eingelassen ist. Dieser Stein ist ein nachträgliches Duplikat des eigentlichen Grundsteins und die Großbuchstaben seiner Gravur stellen römische Ziffern dar, die addiert die Jahreszahl 1736 ergeben. Links von diesem Eingang befindet sich ein Zugang zu einem Grabkeller, der mit einer Steinplatte abgedeckt ist. Ein dritter Eingang befand sich an der Westseite zum Stammhaus der Familie Clermont hin, dem Haus Clermont, der mittlerweile zu einem Fenster zurückgebaut wurde.
Der Innenraum ist in Form eines regelmäßigen Oktogons gestaltet und wird geprägt durch acht runde Säulen mit achteckigen Sockeln und dorischen Kapitellen sowie dem kannelierten Architrav mit dem achtteiligen Stuckgewölbe im Unterbereich. Im Bereich der Galerie und des Umganges befinden sich einfache Stuckdecken.
Insgesamt sollte rein äußerlich der Zentralbau so wenig wie möglich einer Kirche gleichen, um in Zeiten der Religionsunruhen die römisch-katholische Kirche nicht zu sehr zu provozieren.

## Innenausstattung Kirche
Die Innenausstattung aus dem 18. Jahrhundert ist fast vollständig erhalten. Zwischen den beiden nördlichen Säulen befindet sich mittig die in den Jahren 1733 bis 1738 von Johann Joseph Couven entworfene und in Holzschnitzarbeit angefertigte Kanzel im Régencestil und die mit ihr verbundene halbbogenförmige hölzerne Altarnische im Louis-seizestil. Die erhöhte Kanzel ist rückseitig durch eine ebenfalls hölzerne Galeriebrüstung abgesichert. Unterhalb der Kanzel ist in der Rückwand der Altarnische in goldenen Buchstaben auf schwarzem Untergrund der Satz: „VVer gottes VVort aVCh saCraMent beVVaret reIn bIs an seIn enD“ eingraviert. In beiden gebogenen Seiten der Altarnische sind Türen für den Pfarrer eingebaut, über denen ebenso wie in der Mittelsäule unter der Kanzel Medaillons angebracht sind, in denen im Laufe der Zeit weitere Texte in goldener Frakturschrift eingraviert wurden, darunter beispielsweise „Zur Erinnerung an die vierhundertjährige Jubelfeier des Geburtstages von Dr. Martin Luther. 10 Novbr. 1883“.
Der ebenfalls im Régencestil angefertigte Altartisch befand sich in früheren Zeiten unterhalb der Kanzel im Bogen der Altarnische und steht derzeit auf der Galerie. An ihr wurde als Randtext die Inschrift: „herr IesV reChter hirt DV MeIne seeLe WohL beWIrth“ mit der Jahreszahl 1733 eingraviert.
Mehrere größere und massive hölzerne Herrenbänke prägen den Kirchenraum: eine mit einem Gitterglasfenster verschlossene Bank im Louis-seize-Stil links von der Kanzel mit aufgesetzter Kartusche und den Wappenemblemen von Johann Arnold von Clermont und seiner Gattin Maria Elisabeth Sophie Emminghaus. Eine zweite offene Bank im gleichen Stil mit Kartusche und Wappenemblem für die Familie Pastor aus Aachen sowie hölzerne Putten befindet sich rechts von der Kanzel. An der Ostseite der Kirche stehen zwei weitere aufwändig verzierte offene Herrenbänke im Régencestil, teilweise mit hölzernem Rasterwerk versehen. Eine fünfte kleinere geschlossene Herrenbank befindet sich unterhalb der Orgel, angelehnt an das Eingangsportal aus dem späten 19. Jahrhundert, und gleicht einem Beichtstuhl. Dieses Gestühl ist im Louis-seize-Stil gehalten und mit einer geschnitzten Krone verziert und besitzt vorderseitig ein Fenster aus hölzernem Rasterwerk. Es ist mit Schiebetüren, Gittern und bogenförmigem Sims ausgestattet und diente laut Überlieferungen entweder aussätzigen Einsiedlern oder eher Lutheranern, die nicht erkannt werden wollten. Zu früheren Zeiten waren in der Kirche weitere Gestühle vorhanden, von denen einige eingelagert und andere auf die Galerie versetzt wurden.
An vier Säulen sind Texttafeln mit einem kupfernen Rahmen angebracht, deren Texte mit dem Monogramm von Esaias Clermont und der Jahreszahl 1736 gezeichnet sind. Darüber hinaus wurde anlässlich des in Aachen verstorbenen dänischen Geheimrats und Kammerherrn Graf Christian Günther zu Stolberg-Stolberg (1714–1765) im Jahr 1765 ein rautenförmiger Totenschild an der vorderen östlichen Säule angebracht.
Im Jahr 1759 wurde dem Orgelbauer Johann Baptist Hilgers aus Aachen der Auftrag erteilt, für die Kopermolen eine Barockorgel zu bauen. Hilgers begann erst 1762 mit dem Bau dieser Orgel und vollendete ihn 1765. Sie besteht aus einem Manual und zehn Registern. Das umgebende Orgelgehäuse wurde in Holzschnitzarbeit im Louis-seize-Stil mit Blattgoldverzierungen angefertigt. Mehrmals bis zum heutigen Tage mussten die Orgel und das Orgelgehäuse grundlegend umgebaut und restauriert werden, so unter anderem 1812 durch Grain d’Orge aus Lüttich, 1905 durch die Gebrüder Müller aus Reifferscheid, 1938 durch Georg Stahlhuth aus Aachen, 1968 durch Hans Koch aus Aachen und zuletzt im Jahr 2010. Noch heute ist die wegen ihrer guten Klangqualität beliebte Orgel im Rahmen regelmäßiger Orgelkonzerte im Einsatz.

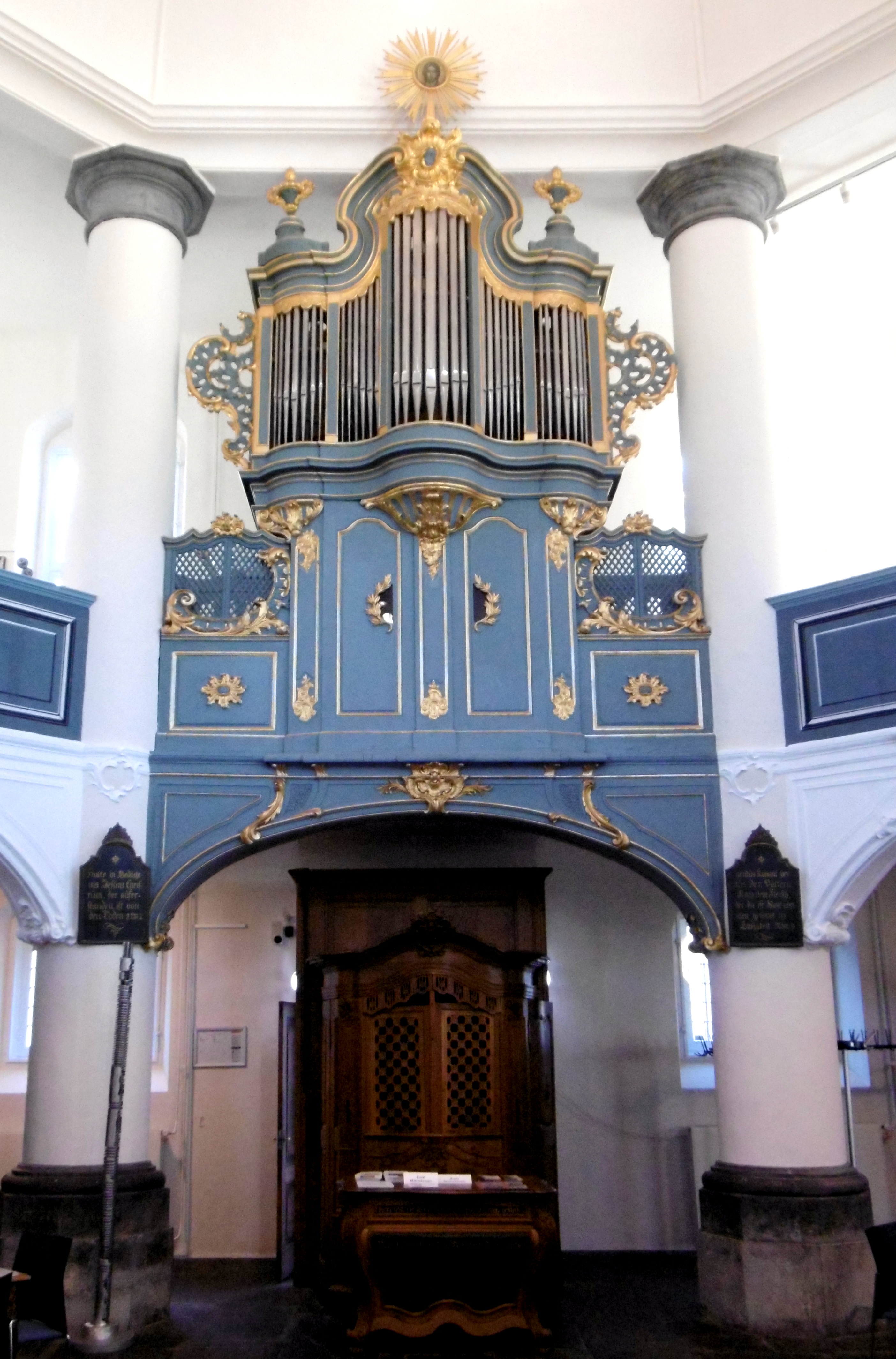
Hilgers-Orgel, darunter die kleinere Herrenbank
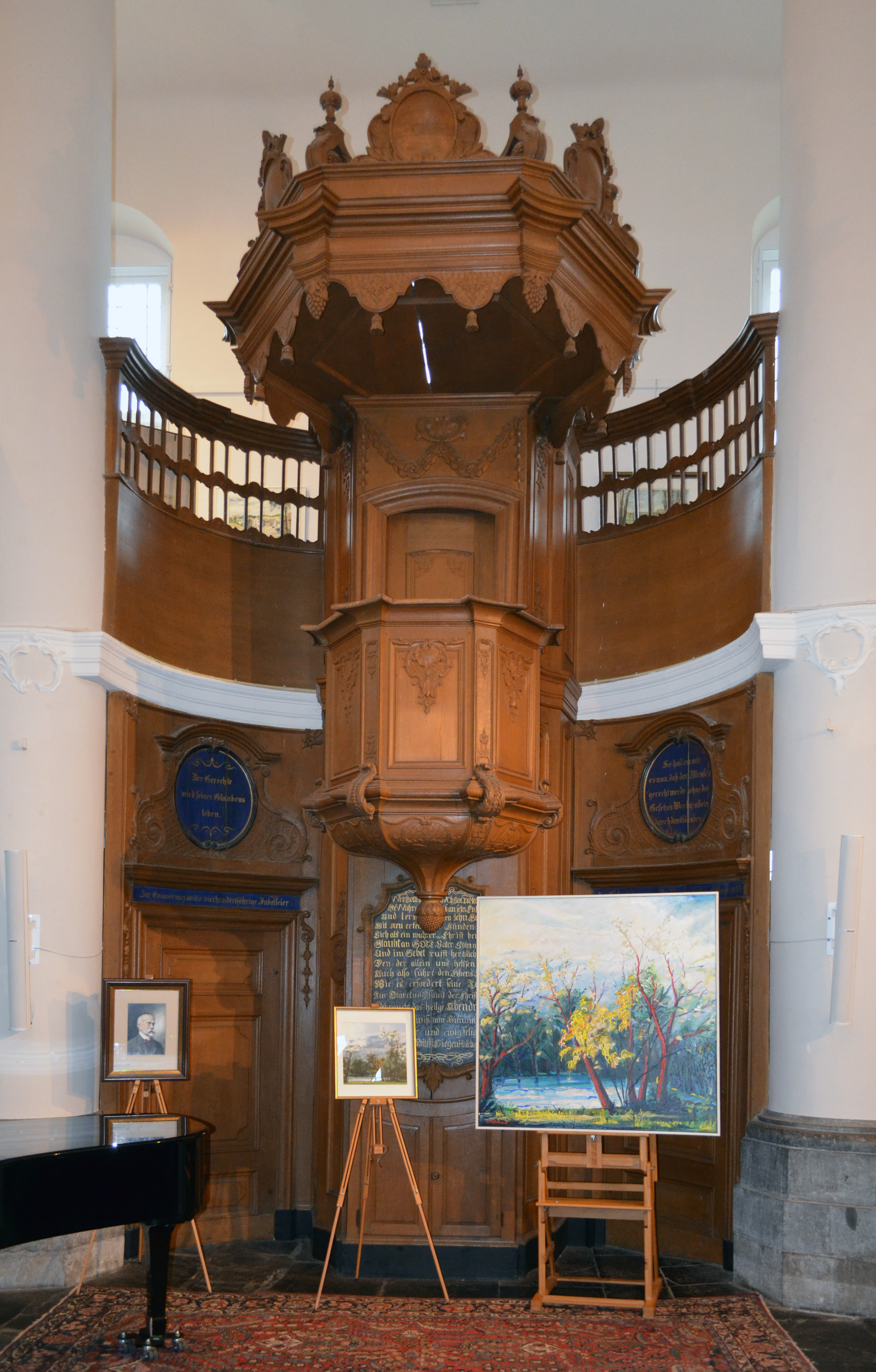
Altarnische und Kanzel
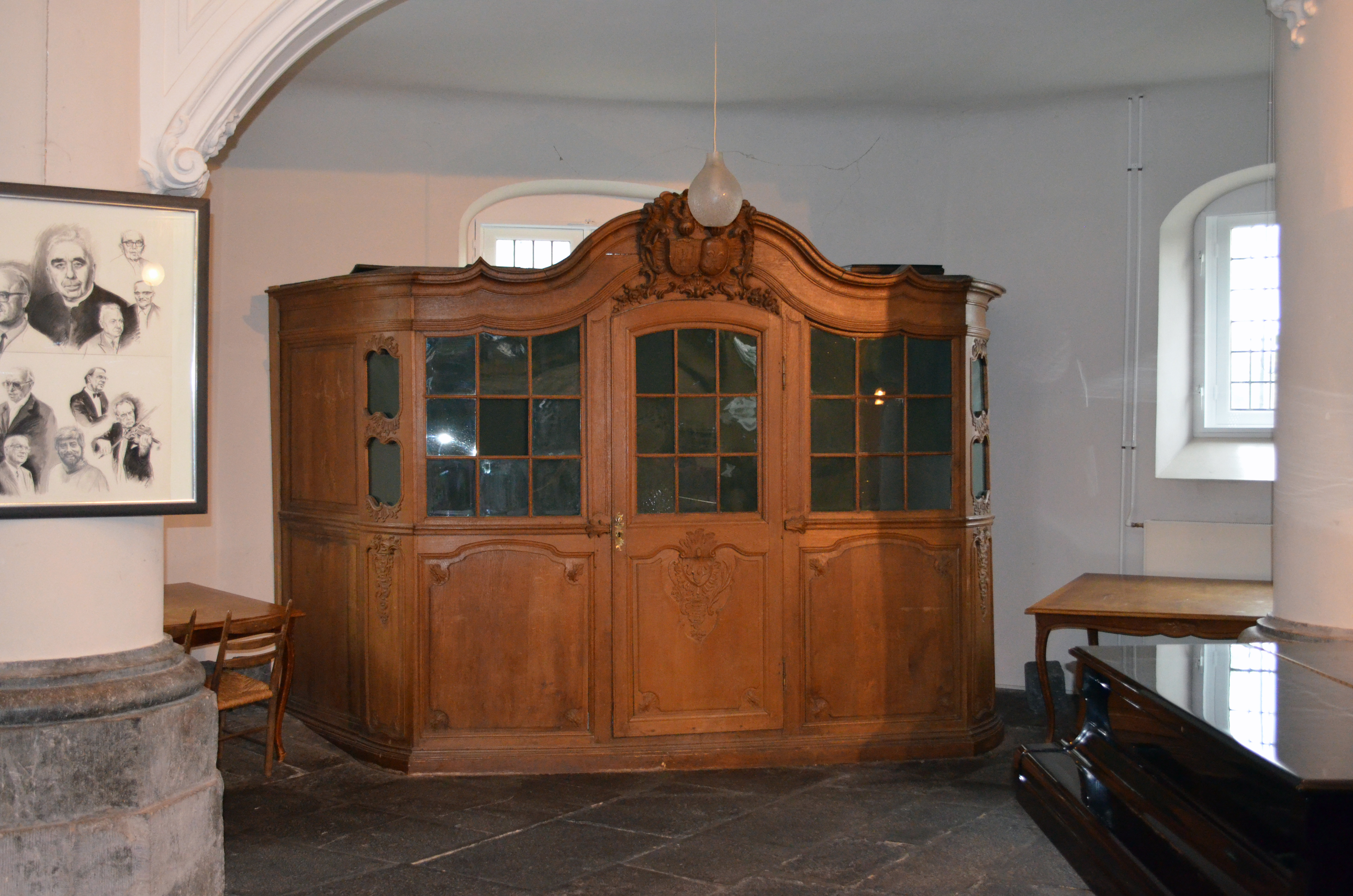
Herrenbank für das Ehepaar Clermont
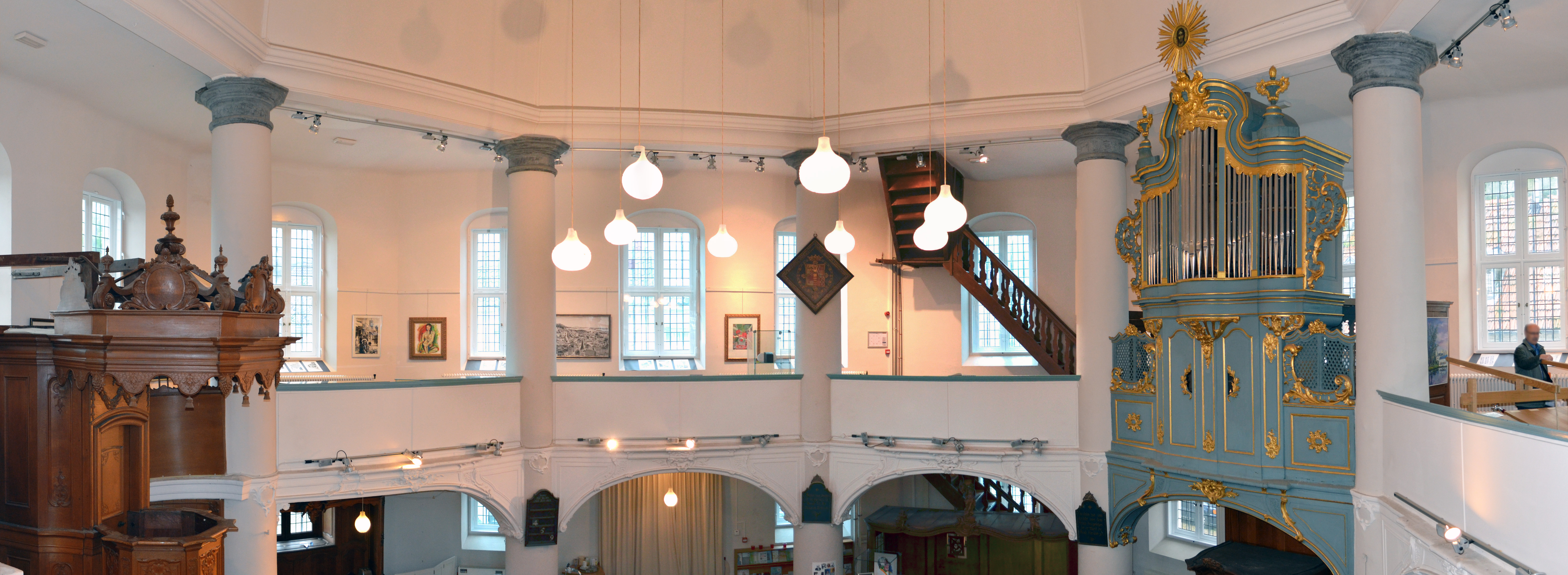
Galerie und Umgang mit Texttafeln und Totenschild

### Liturgiegefäße

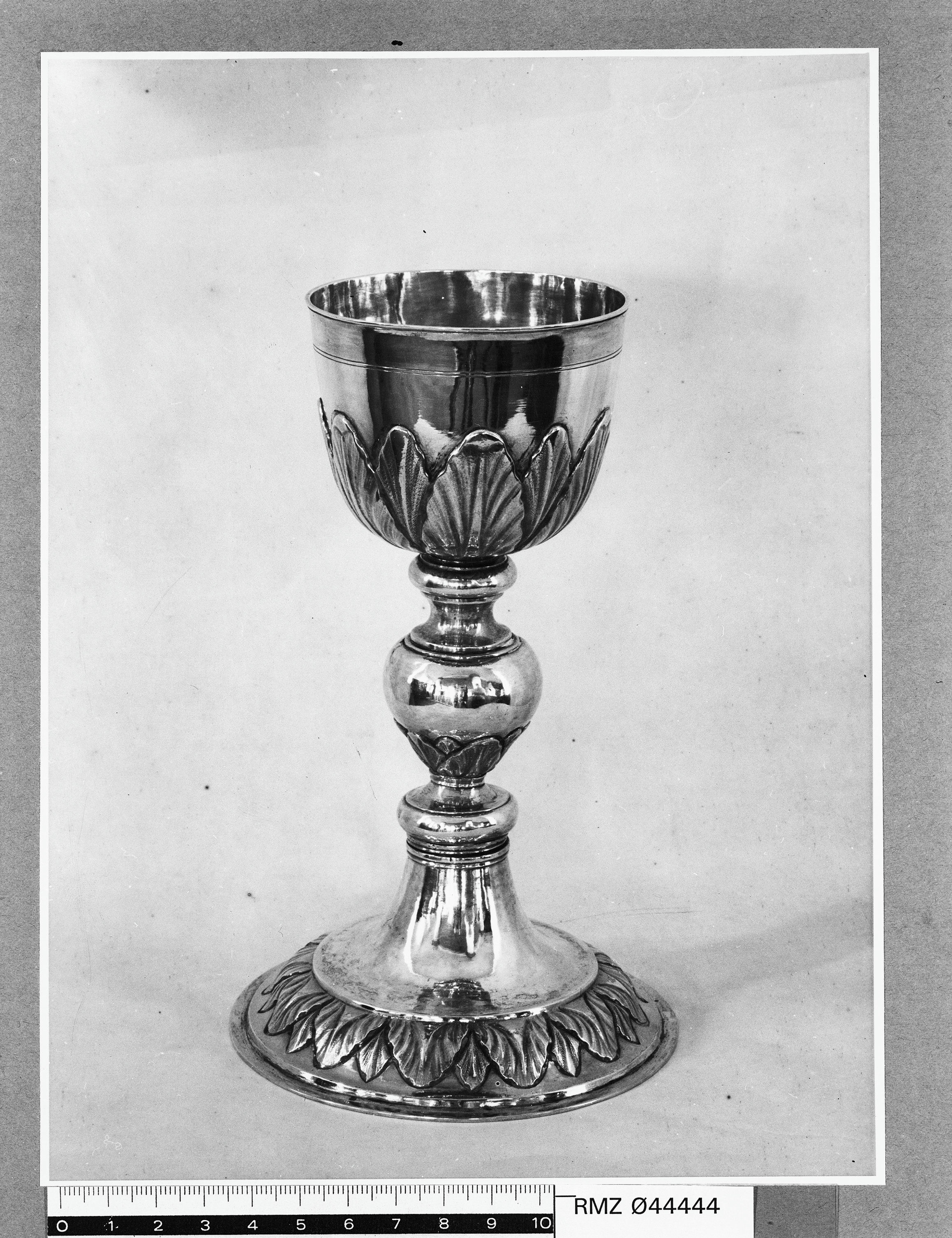
Abendmahlskelch

Die in früheren Zeiten vorhandenen Liturgiegefäße wurden nach der Entwidmung der Kopermolen an die lutherische Gemeinde von Heerlen übertragen. Dazu zählen unter anderen zwei silberne Taufsteine aus den Jahren 1687 und 1698, graviert mit dem Aachener Wappenadler und mit der Inschrift der Spender an der Außenkante, allesamt Nachkommen des 1614 verbannten Bürgermeisters der Stadt Aachen Johann Kalkberner: „jobben.c.b.kalckberner. jacobvs.philippvs iohanna kalckberner verehren deses becken ahn die keirch zv folsz.1687.der vngeand.avgsp.conf“ sowie „Dit werd vereert door Pieter Calckberner Junior van Amsterdam en Catharina Calckberner van Amsterdam. Pieter Jacobus Calckberner van Breda Aan d'Luiterse kerck tot Vaals Anno 1698 25 Augusti“.
Ferner gehörten dazu ein silberner und innen vergoldeter Abendsmahlkelch mit der Inschrift „Dorothea Gräfin von Seckendorf geborne von Hohenwerth Anno 1736“, der Ehefrau des Reichsgrafen Friedrich Heinrich von Seckendorf, und ein weiterer mit dem Aachener Wappenadler und der Aufschrift des Aachener Goldschmieds „Quirin Rüttgers“ sowie der Inschrift unter dem Fußrand: „Aegidius Drick.der.alter.verehrt.dieses.an.der Evangelischen.Lutherischen.gemeinde in Vaals.den.29. 7tember. ao 1699“. Zudem übernahm die Heerlener Gemeinde noch eine runde silberne Hostiendose mit der Inschrift des Spenders: „Zum Gott gebe gesegneten gebrauch verehret dieser Hostienbehaeltnuss. Johann Carl Pastor.der / Evangelisch. Luterischen gemeinde von Burscheid und Achen versammelet in Vaels. anno 1760“ sowie eine weitere mit der Inschrift: „an x die x evangelisch x lutherische x gemeinde x versamlet x in x vals x 1704“.